# تاتیانا یانسون
تاتیانا یانسون (انگلیسی: Tatjana Jaanson؛ زادهٔ ۲۳ نوامبر ۱۹۶۶) سیاستمدار و نماینده سابق مجلس اهل استونی بود.